# Tubular Beats
 Tubular Beats  ("Ritmos Tubulares") es un álbum de remixes de Mike Oldfield producido en conjunto con el DJ Torsten "York" Stenzel y publicado por "NEMS Enterprises" el 1 de febrero de 2013. Se trata de una serie de versiones remixadas de canciones de Oldfield como "Guilty", "Let There Be Light", "Tubular Bells" y "Moonlight Shadow". A su vez, incluye el tema "Never Too Far", cantado por Tarja Turunen.

## Canciones
Todas las canciones compuestas por Mike Oldfield, excepto "North Star", compuesta por Philip Glass y "Never Too Far", compuesta por Mike Oldfield, Tarja Turunen y Torsten Stenzel.
1. "Let There Be Light" (York Remix) - 7:34.
2. "Far Above The Clouds" (York Remix) - 7:27.
3. "Ommadawn" (Mike Oldfield & York Remix) - 10:15.
4. "Guilty" (Mike Oldfield & York Remix) - 7:52.
5. "Tubular Bells" (Mike Oldfield & York Remix) - 10:38.
6. "To France" (York & Steve Brian Radio Mix) - 3:34.
7. "North Star" (Mike Oldfield & York Remix) - 4:05
8. "Moonlight Shadow" (York & Steve Brian Radio Mix) - 3:31.
9. "Guilty" (York & Mike's Electrofunkremix) - 4:52.
10. "Tubular Bells 2" (Mike Oldfield & York Remix) - 7:52.
11. "Never Too Far" (con Tarja Turunen) - 8:45.

## Personal
- Mike Oldfield: Guitarras, teclados, remixes, programación y producción.

- Torsten "York" Stenzel: Remixes, programación y producción.

- Steve Brian: Remixes y programación en "To France" y "Moonlight Shadow".

- Justin "Jus Bus" Nation: Batería, sintetizadores y programación adicional en "Ommadawn".

- Odessa: Voz en "To France" y "Moonlight Shadow".

- Jamie Stenzel: Voz en "Far Above The Clouds".

- Tarja Turunen: Voz en "Never Too Far".

- John Gentry Tennyson: Outro de piano en "Tubular Bells".